# Erik Messerschmidt
Pour les articles homonymes, voir Messerschmidt.
Erik Messerschmidt, ASC, (né le 23 octobre 1980) est un directeur de la photographie américain.
Il est surtout connu pour ses collaborations avec le réalisateur David Fincher sur les films Mank (en tant que directeur de la photographie) et Gone Girl (en tant que gaffer), et sur la série Netflix Mindhunter. Il a également tourné des épisodes de la série télévisée Fargo, Legion et Raised by Wolves. Son travail a été nommé pour un Emmy.
En avril 2021, il remporte le prix du meilleur ASC et l'Oscar de la meilleure photographie pour Mank.

## Vie privée
Erik Messerschmidt grandit à Cape Elizabeth, dans le Maine. Il étudie la production cinématographique à l'Emerson College de Boston, où il est camarade de classe du cinéaste Jeremiah Zagar et est co-directeur de la photographie sur le documentaire indépendant primé de Zagar In a Dream (2008).
En mai 2020, il épouse Naiara Eizaguirre-Paulos.

## Carrière
Après avoir déménagé à Los Angeles, Erik Messerschmidt est gaffer dans des séries télévisées telles que Bones, Tout le monde déteste Chris (Everybody Hates Chris) et Mad Men. Il acquiert également de l'expérience en tant que directeur de la photographie pendant cette période, en réalisant des publicités, des courts métrages et des documentaires. Il a une relation de travail avec le directeur de la photographie Jeff Cronenweth, qui le recommande au réalisateur David Fincher. Fincher l'embauche comme gaffer sur Gone Girl et, plus tard, comme directeur de la photographie pour la plupart des épisodes de Mindhunter et pour Mank.
Avec Mindhunter, Erik Messerschmidt explique que la palette de couleurs « a un aspect vert-jaune désaturé... [cela] aide à donner au spectacle son aspect d'époque ». Il déclare que l'effet est obtenu grâce à la conception de la production, aux costumes et aux lieux de tournage - pas nécessairement grâce à l'éclairage utilisé sur le plateau,.

## Distinctions
Le 17 décembre 2020, le travail d'Erik Messerschmidt sur Mank est nommé pour le Florida Film Critics Circle Award de la meilleure cinématographie. Le 21 décembre, il est annoncé qu'il a remporté le prix.
Le 18 avril 2021, il remporte le premier prix de l'American Society of Cinematographers, Outstanding Achievement in Cinematography in Theatrical Releases, pour son travail sur Mank.
Le 25 avril 2021, il remporte l'Oscar de la meilleure photographie pour Mank.

## Filmographie

### Cinéma
- 2008 : In a Dream (cinématographie, crédit partagé)
- 2014 : Gone Girl (gaffer)
- 2020 : Mank (directeur de la photographie)[13],[14],[15]
- 2022 : Devotion de J. D. Dillard
- 2023 : The Killer de David Fincher
- 2023 : Ferrari de Michael Mann
- 2026 : The Dog Stars de Ridley Scott
- 2026 : The Adventures of Cliff Booth de David Fincher

### Télévision
- 2005–2006 : Tout le monde déteste Chris
- 2006-2012 : Bones (gaffer
- 2017–2019 : Mindhunter
- 2018–2019 : Legion
- 2020 : Raised by Wolves
- 2020 : Fargo